# Гамзин, Дмитрий Вячеславович
Дмитрий Вячеславович Гамзин (род. 8 апреля 2003, Москва) — российский хоккеист, вратарь.

## Биография
Начинал заниматься в школе «Белые медведи». В 2013 году перешёл в ЦСКА. В сезонах 2021/22 — 2022/23 провёл 41 матч за команду МХЛ «Красная армия». 19 октября 2022 года в домашнем матче против клуба «Куньлунь Ред Стар» (5:1) дебютировал за ЦСКА в КХЛ. 20 марта 2025 года продлил контракт с ЦСКА до конца сезона 2026/2027.